# František Bíza
František Bíza (22. listopadu 1849 Mšeno – 18. dubna 1904 Praha) byl český malíř a ilustrátor.

## Život
Absolvoval piaristické gymnázium na Novém Městě. Pokoušel se studovat medicínu a práva, ale nakonec vstoupil na pražskou malířskou akademii, kterou vystudoval za ředitelů Trenkwalda a Swertse. Zůstal svobodný, většinu dospělého života bydlel na Perštýně u paní Zibikrové, vdovy po pražském dřevorytci. Zemřel na onemocnění jater.
Z existenčních důvodů kreslil téměř výhradně ilustrace. Proslavil se především obrázky v dětských knihách a učebnicích, které ve své době patřily k nejlepším. Je také autorem řady historických výjevů.

## Galerie

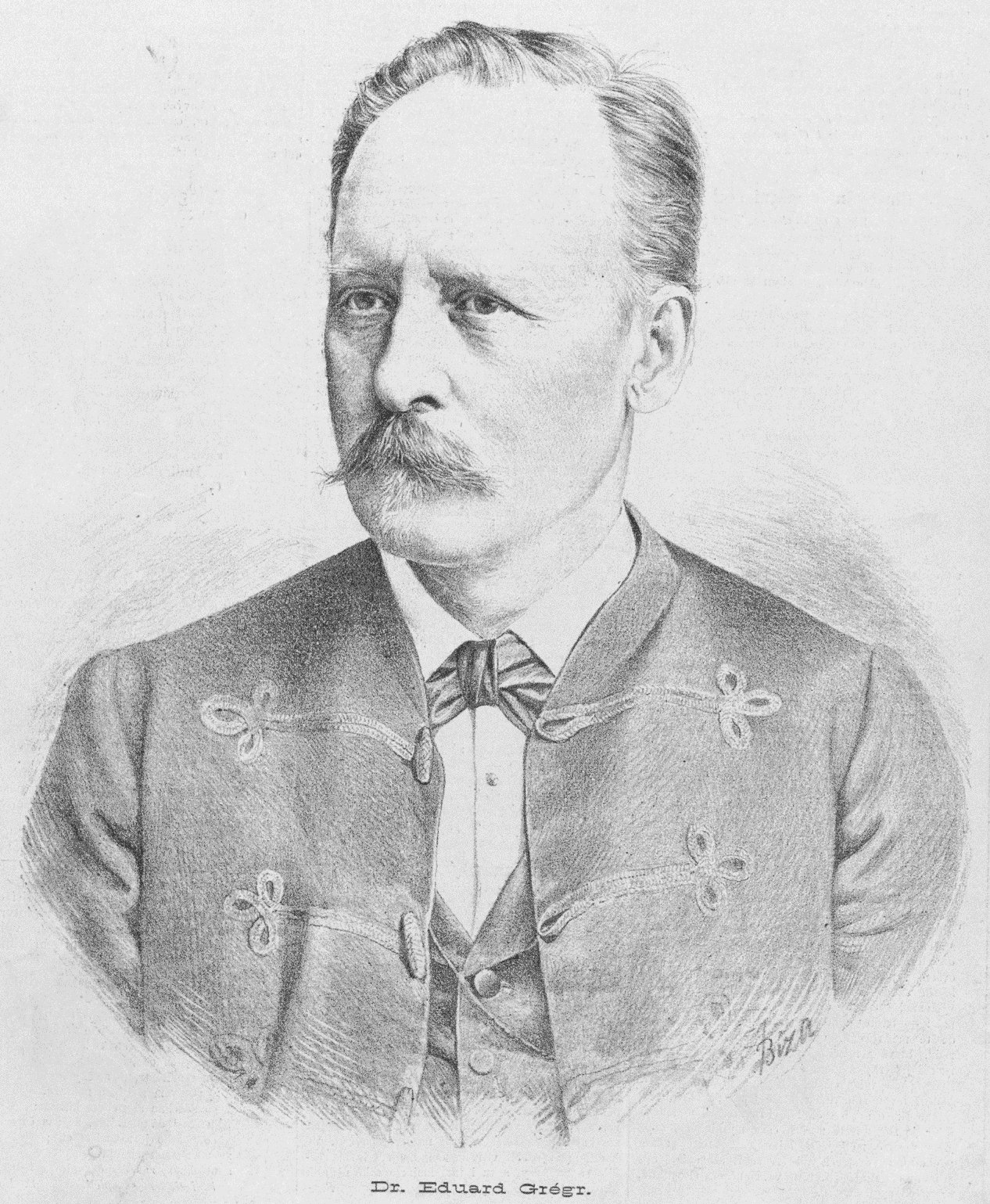
Podobizna Eduarda Grégra
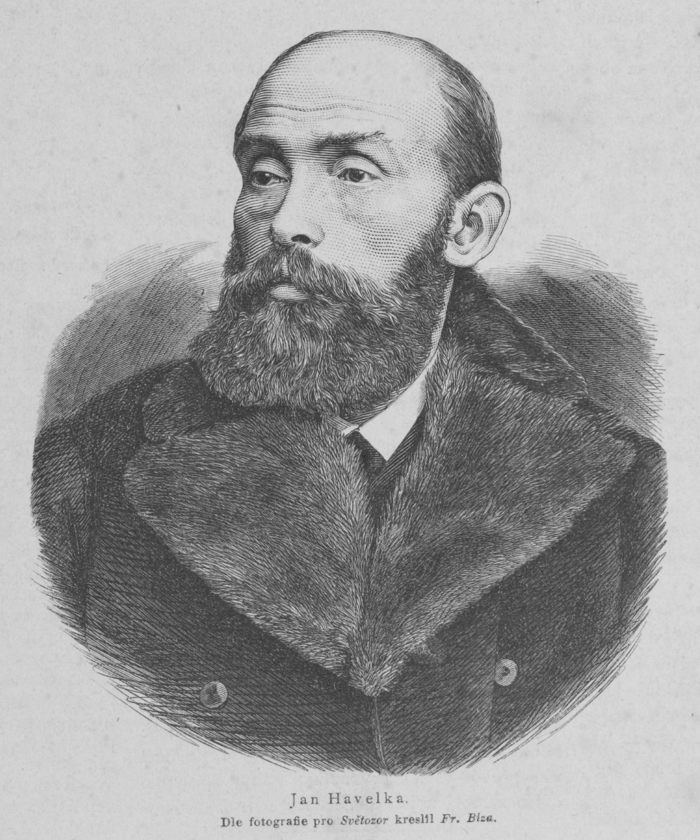
Podobizna Jana Havelky
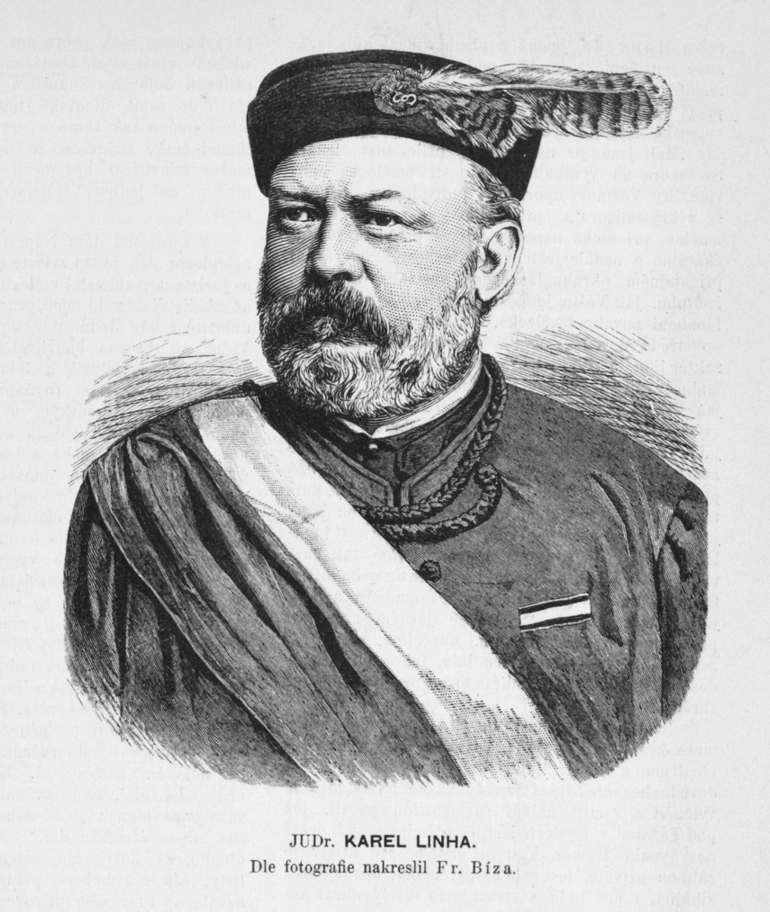
Podobizna Karla Linhy